# Domasłów

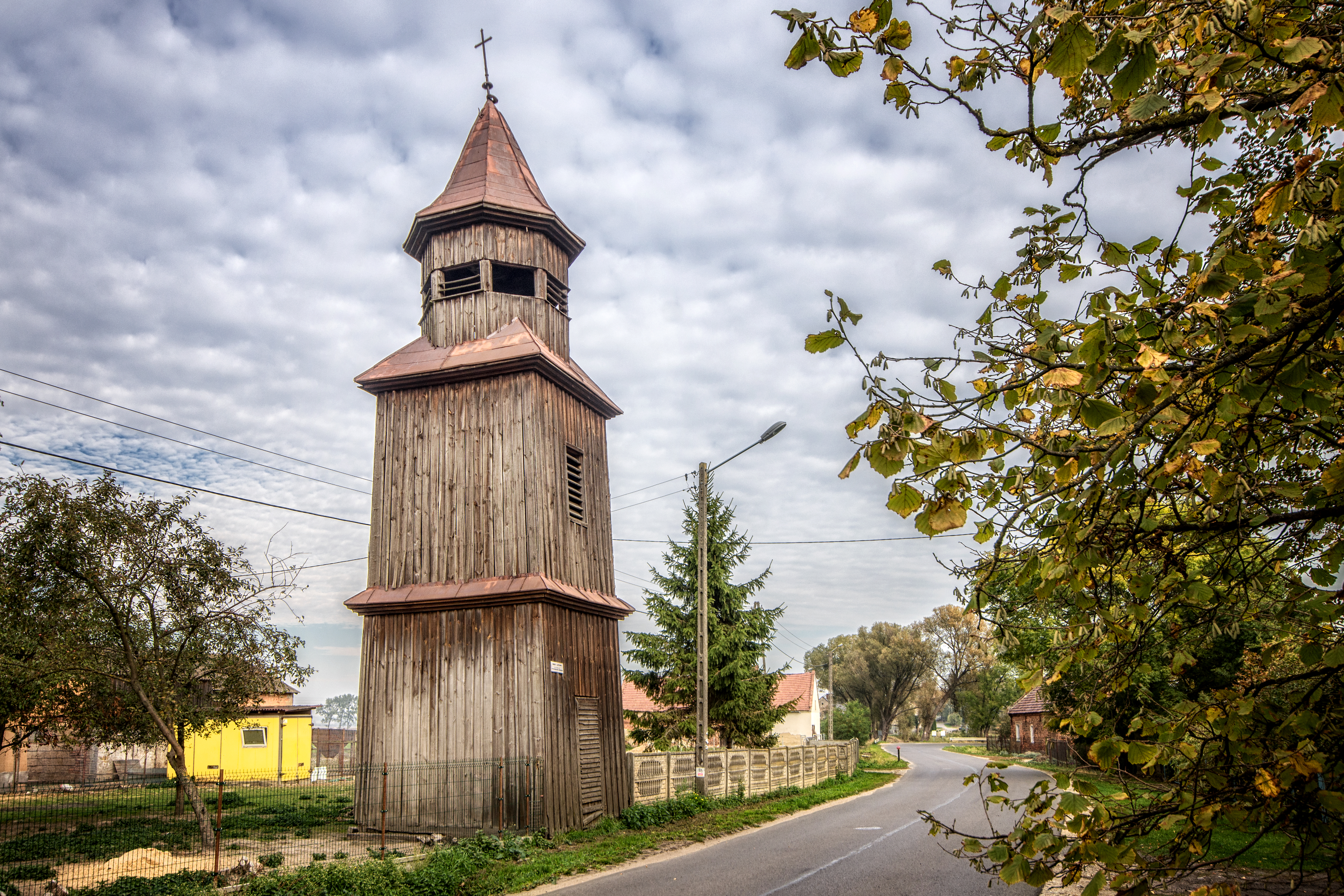
Dzwonnica w Domasłowie

Domasłów (niem. Domsel) – wieś w Polsce położona w województwie wielkopolskim, w powiecie kępińskim, w gminie Perzów.

## Nazwa
W księdze łacińskiej Liber fundationis episcopatus Vratislaviensis (pol. Księga uposażeń biskupstwa wrocławskiego) spisanej za czasów biskupa Henryka z Wierzbna w latach 1295–1305 miejscowość wymieniona jest w zlatynizowanej formie Domazchulawo.

## Historia
W czasie II wojny światowej Niemcy utworzyli we wsi podobóz pracy przymusowej obozu jenieckiego Stalag XXI A.
W latach 1975–1998 miejscowość administracyjnie należała do województwa kaliskiego.

## Zabytki
Do wojewódzkiego rejestru zabytków wpisane są:
- drewniana dzwonnica z XIX w.